# Trąba (województwo wielkopolskie)
Trąba – osada w Polsce położona w województwie wielkopolskim, w powiecie ostrowskim, w gminie Ostrów Wielkopolski.
Według map Wojskowego Instytutu Geograficznego 
miała 2 domy i była folwarkiem.
W latach 1975–1998 miejscowość należała administracyjnie do województwa kaliskiego.